# Baek kimchi
El baek kimchi es una variedad de kimchi hecha sin el pimiento chile en polvo que se usa habitualmente para encurtir el kimchi en la gastronomía de Corea. El baek kimchi tiene un sabor suave y claro, del gusto de niños y ancianos. Consiste en repollo chino (baechu, 배추 en coreano), daikon, collalba (minari, 미나리 en coreano), cebolletas, bae (배, pera coreana), castañas, azufaifo, jengibre, ajo, sal, azúcar y un poco de pimiento chile en juliana como guarnición.
El sabor suave y la textura crujiente hacen del baek kimchi un buen aperitivo cuando se pide un plato principal a base de ternera, como el kalbi o el bulgogi.